# يحيى بن معين
يحيى بن ‌مَعِين هو الإمام الحافظ، إمام الجرح والتعديل، شيخ المحدثين (158- 233 هـ) أحد كبار علماء الحديث النبوي عند أهل السنة والجماعة.

## نسبه
أبو زكريا، يحيى بن ‌مَعِين بن عَوْن بن زياد بن بِسْطَام. وقيل: اسم جده غِيَاث بن زياد بن عَوْن بن بِسْطَام الغَطَفَانِي ثم المُرِّي، مولاهم البغدادي.

## نشأته
ولد سنة ثمان وخمسين ومائة. وكان قريناً للإمام أحمد بن حنبل.
ولد في خلافة أبي جعفر، أصله من نبط العراق من الأنبار، ونشأ ببغداد، وهو أسن الجماعة الكبار، الذين هم: علي بن المديني، وأحمد بن حنبل، وإسحاق بن راهويه، وأبو بكر ابن أبي شيبه، وأبو خيثمة، فكانوا يتأدبون معه، ويعترفون له.

وكان إماماً حافظاً من كبار أئمة زمانه، وكان صديقاً مقرباً لعدد من كبار الأئمة كالإمام أحمد بن حنبل فقد لزم مجلس الإمام أحمد وصاحبه وتتلمذ بين يديه حتى نهل من علمه، كما كان زاهداً وورعّاً صادقاً ثقةّ متمكناً في علم الرجال، فكان الكثير يطلبه ليكون من تلاميذه.

## مذهبه

### العقائدي
كان يحيى بن معين على العقيدة الأثرية ويظهر ذلك من مخالفته لقول المعتزلة في محنة خلق القرآن ويروي عباس الدوري أنه سمع يحيى بن معين مرارًا يقول: «القرآن كلام الله وليس بمخلوق»، وسمعه يقول: «الإيمان يَزِيد وينقص، وهُوَ قول وعمل».

### الفقهي
| ”            | رَأَيْت يحيى بن معِين لَا يقدم على سُفْيَان الثَّوْريّ فِي زَمَانه أحدا فِي الْفِقْه والْحَدِيث والزهد وكل شَيْء. | “ |
| —عباس الدوري |                                                                                           |   |

اختُلف في المذهب الفقهي ليحيى بن معين فيُرجح أنه كان على مذهب سفيان الثوري. ومما يدعم هذا القول هي روايات منسوبة له بأنه كان يكثر من نقل فتاوى الثوري وكان لا يقدم عليه في زمانه أحداً في الفقه والحديث والزهد وكل شيء، وهو قول تلميذه عباس الدوري وكان ابن معين يقول: «كل من خالف سفيان فالقول قول سفيان». في حين يُرجح أنه كان على مذهب أبي حنيفة النعمان وهو قول الشمس الذهبي.

## وصلات خارجية
- يحيى بن معين المكتبة الإسلامية